# Осокинская организованная преступная группировка
Осокинская организованная преступная группировка (известная в разное время под названиями Архиповская и Головановская) — одна из крупнейших и наиболее мощных преступных группировок Рязанской области в 1990-х годах.

## Создание и структура ОПГ
Группировка была создана в Рязани в начале 1990-х годов Леонидом Штембахом по кличке «Штепс», младшим сыном начальника рязанской автоколонны №1132 Вениамина Штембаха, и бывшим боксёром Александром Архиповым. Они создали свою группировку при поддержке влиятельных криминальных авторитетов Геннадия Давыдова и Андрея Гаршиноваса по кличке «Шеф», которые имели хорошие связи с лидерами Айрапетовской ОПГ Виктором Айрапетовым и Алексеем Прониным. Жестокий и амбициозный Штембах мечтал контролировать всю Рязань. Ядро будущей группировки составили посетители боксёрского клуба «Ринг» Александр Осокин, Олег Расстригин и Андрей Савилов. Вскоре после создания ОПГ Штембах, Расстригин, Осокин и Савилов были осуждёны за серию разбойных нападений. Расстригин был приговорён к 9 годам заключения, Осокин и Савилов — к 4 годам каждый. К моменту вынесения приговора Штембах отбыл положенный срок в следственном изоляторе и освободился. 27 июля 1993 года главарь ОПГ был расстрелян возле бара. После этого убийства Александр Архипов стал единственным лидером группировки. Его ближайшими помощниками были братья Андрей и Олег Михалёвы, Эдуард Суслов и Виталий Родионов по кличке «Чак».
«Осокинские» занимались вербовкой новых участников и вооружались: в их арсенале присутствовали автоматы АК-74, пистолеты ТТ и ПМ, нарезные карабины, охотничьи ружья, холодное оружие, гранаты и взрывные устройства (тротил и пластит). Они создавали общий бюджет в виде так называемого «общака». У «осокинских» имелись российские, украинские паспорта с вымышленными фамилиями. Масштаб преступной деятельности группировки постоянно расширялся, численный состав увеличивался, и её организационная структура приобрела иерархическое построение с делением на подразделения, руководителей разного уровня и их подчиненных.
В ОПГ существовала строгая иерархия по принципу классической пирамиды власти. Боевики, или пехота, были объединены в звенья, причём каждое звено отвечало за несколько подконтрольных предприятий. Выше руководителей звеньев были начальники средней руки, а после них стояли долевые — те, кто имели свою долю в общаке группировки (таких было меньше 10). На самом верху иерархии были лидеры ОПГ. Всего Осокинская ОПГ насчитывала 200—300 бойцов, имела хорошее финансирование и оружие. Группировка отличалась организованностью, тщательной подготовкой преступлений и распределением ролей.

## Преступная деятельность
Кроме вымогательств и рэкета, одним из основных видов деятельности группировки был незаконный оборот наркотиков. Рязанская область является территорией, через которую проходил один из каналов наркотрафика, причём перевозились разные виды наркотиков. В 1995—1996 годах все наркопритоны Рязани находились в местах, где была возможна транспортировка наркотиков.
В начале 1990-х в Рязани кроме Архиповской группировки действовали ещё три крупных ОПГ — Слоновская, Айрапетовская и Кочетковская. Сначала все спорные вопросы между этими ОПГ решались мирным путём, но постепенно противоречия между ними всё более обострялись.
6 февраля 1995 года Архипов был убит киллером Слоновской ОПГ Леонидом Степаховым. Спустя некоторое время этот же киллер убил преемника Архипова Ермошина. Позиции Архиповской ОПГ ослабли. После убийства Архипова группировкой стал руководить Алексей Лебедев. Но он считался «теневым» руководителем, тогда как группировке требовался харизматичный лидер. Кроме него, одним из главных руководителей ОПГ был Дмитрий Голованов, по фамилии которого группировку стали называть «Головановская». однако впоследствии Голованов был похищен и пропал без вести. Новым лидером ОПГ стал бывший боксёр, ранее судимый Александр Николаевич Осокин. Под его руководством ОПГ взяла под контроль несколько предприятий Рязани. по заданию Осокина был совершён ряд заказных убийств.
Участники ОПГ вымогали деньги у руководителей девяти рязанских предприятий, в том числе у организаций «Комтрейд», «Альфа-S», «Виком», «Пищевик» и у многих частных предпринимателей. Одной из известных конфронтаций ОПГ было противостояние с Михаилом Ивлеевым, который ранее работал старшим следователем Рязанской областной прокуратуры, но в 1991 году был уволен с формулировкой «за поведение, порочащее работника прокуратуры». В апреле 1997 года Ивлеев по предложению лидеров ОПГ возглавил ТОО «Тепличное», которое было близко к банкротству. После того, как директором стал Ивлеев, на предприятии были выплачены долги по зарплате, стали внедряться новые технологии.
Позже ТОО было переименовано в Рязанский тепличный комбинат. Это предприятие приносило прибыли на сумму около 700 000 рублей в день и находилось под контролем Осокинской ОПГ. Лидеры группировки владели акциями комбината. Кроме того, это предприятие было удобным местом для отмывание денег. На территории комбината хранились наркотики и оружие. Также в подвале комбината бандиты держали своих пленников, у которых выбивали долги. Одними из них был коммерсант Пудов, который несколько недель провёл в подвале, прикованным к батарее. Бандиты регулярно избивали его и требовали вернуть большую сумму денег. Впоследствии рязанская прокуратура возбудило уголовное дело по статье «Похищение человека», но дело до суда так и не дошло. К 1998 году возник жёсткий конфликт между Ивлеевым и лидерами ОПГ. Ивлеев собирался отстранить бандитов от участия в бизнесе. Лидеры ОПГ стремились войти в состав учредителей комбината и поставить его под свой полный контроль.
Летом 1998 года из группировки вышел водитель Владимира Сосулин. Он решил заняться бизнесом. Лидеры ОПГ потребовали, чтобы он платил им «дань», как и остальные предприниматели, однако он отказался.
22 июля 1998 года Олег и Андрей Михалёвы убили Сосулина в знак мести за выход из группировки: это произошло на «стрелке» в центре жилого района Рязани.
В том же году по заданию участников ОПРГ заместитель директора по финансам Александра Елисеева Рязанского тепличного комбината подделала договор, по которому акции комбината были переоформлены на шестерых подставных лиц — родственников лидеров ОПГ, которые не имели никакого отношения к комбинату. Эти акции были «проданы» им по цене примерно в 90 раз меньшей, чем всё имущество предприятия. В итоге каждому из троих лидеров группировки досталось по 25 % акций, столько же получил Ивлеев. Позже четверо «осокинских» с помощью фальшивых документов смогли отстранить Ивлеева от руководства комбинатом, назначив на его место Суслова. Ивлеев обратился в суд с требованием восстановить его в должности. Бандиты стали угрожать бывшему директору убийством. Интересы Ивлеева в суде представляла работница комбината Людмила Марковская. Двое участников ОПГ совершили на неё нападение, избив женщину и забрав у неё портфель и шапку. Один из нападавших убежал, второй был задержан случайным прохожим. После этого Ивлеев обратился в суд и в прокуратуру, а также выступил по телевидению. кроме того, Ивлеев заказал убийство Осокина, Лебедева и Лукина. Это тройное убийство было предотвращено благодаря оперативной информации. Вместе с тем, опасаясь, что Ивлеев сможет выиграть суд, лидеры ОПГ заказали его убийство. 15 сентября 1999 года Ивлеев выиграл суд и был восстановлен в должности. В том же месяце он был убит в то время, когда подъезжал к своему офису — киллеры, ждавшие его в соседнем подъезде, выскочили оттуда и расстреляли автомобиль директора из автоматов.
Позже Осокин заподозрил, что Суслов и Лукин обманывают его. Осокин предложил им разобраться, но Суслов вместо этого организовал убийство Осокина. К тому времени Осокину стало опасно находиться в Рязани, так как его сообщники были под следствием. Осокин стал скрываться в Москве.
16 февраля 2002 года Александр Осокин был убит в Москве: его расстрелял в его собственном автомобиле участник группировки Виталий «Чак» Родионов, а в ходе нападения также был ранен в голову водитель Осокина. Поводом для ликвидации Осокина стали разногласия по разделу Рязанского тепличного комбината. Считается, что Родионов приехал к лидеру ОПГ, объяснив, что должен сообщить что-то важное. Бандиты договорились обсудить в центре Москвы на Смоленской площади, причём Осокин сказал, что он будет говорить, не выходя из своего автомобиля, на заднее сиденье которого сядет Чак. Родионов сел в автомобиль, а как только тот тронулся с места, расстрелял из пистолета Осокина и его водителя — участника ОПГ Романа Денисова. Осокин погиб, а Денисов чудом остался в живых. Через несколько дней после покушения Денисов сбежал из больницы. Позже он записал видеообращение, в котором назвал исполнителя и заказчика убийства Осокина, а также рассказал, что Родионов до того, как начать стрелять, передал привет от Кана. Это видео Денисов через посредника передал в рязанскую прокуратуру. Впоследствии Денисов переехал жить в Новороссийск, где сменил фамилию.
Правоохранительными органами в ОПГ был внедрён оперативный сотрудник. Он сумел быстро завоевать авторитет в группировке и уже через 2 месяца стал советником одного из долевых. В его обязанности входило изучение документации предприятий, ведение дел по предпринимателям и фирмам. Благодаря работе этого агента удалось получить ценную информацию. Кроме того, агент был свидетелем того, как участники ОПГ дали взятку в 50 тысяч долларов работнику прокуратуры, чтобы он не возбуждал уголовные дела.
«Осокинские» пытались проникнуть во власть. На выборах в областную Думу в 1999 году Суханов, бывший генеральным директором АО «Русские традиции», был выдвинут кандидатом в депутаты от Аграрной партии России. В Думу он избран не был, а позже утонул в реке.

## Аресты, следствие и суд
Первые задержания участников ОПГ прошли весной 2001 года. Некоторые из «осокинских» сами приходили на допросы в сопровождении адвокатов. Одним из них был звеньевой Дмитрий Лукин, который изначально не признавался в том, что он участник ОПГ, но после 8 месяцев нахождения под стражей написал явку с повинной, полностью признав свою вину и дав показания против других бандитов.
Даже несмотря на начавшиеся аресты группировка продолжала существовать и в 2000-е годы получали «дань» с рязанских коммерсантов. В 2004 году осокинская ОПГ была окончательна ликвидирована правоохранительными органами. Некоторые бандиты при задержании предъявляли удостоверение помощника депутата Госдумы РФ. Лидеры ОПГ Лебедев и Кузнецов успели скрыться за границу и были объявлены в международный розыск.
В январе 2004 года было возбуждено уголовное дело. Пятнадцати участникам ОПГ были предъявлены обвинения в бандитизме, убийствах, причинении тяжкого вреда здоровью, разбое, вымогательстве и мошенничестве.
В мае 2006 года было выделено в отдельное уголовное дело в отношении неустановленных, а также объявленных в розыск участников ОПГ, в том числе Ежова и Архипцева.
Предварительное следствие по делу «осокинских» длилось 4 года. Уголовное дело состояло из 122 томов, из которых 22 составляли обвинительное заключение. Судебный процесс длился 3 года.
В 2007 году в Новороссийске правоохранительными органами был найден Роман Денисов. Ему были предъявлены обвинения в совершении преступлений.
Денисов был признан судом виновным в ряде обвинений (в том числе в одном убийстве) и приговорён к 17 годам заключения. Именно он находился за рулём машины в феврале 2002 года, когда в Москве Виталием Родионовым был убит Александр Осокин. На судебном процессе он изначально проходил как свидетель, утверждая, что Осокина застрелил не Родионов, а другой бандит — бывший боксёр Михаил Щевьёв. 8 марта 2023 года телеграм-канал «Усы Куракиной» сообщил, что Денисов в 2022 году был освобождён из-под стражи и отправился в составе ЧВК «Вагнер» в зону боевых действий на Украине.
Все 15 подсудимых были признаны виновными в 34 преступлениях, в том числе в разбойных нападениях. Оглашение подробностей преступлений, совершённых только одним Родионовым, заняло несколько дней.
6 апреля 2011 Рязанским областным судом был оглашён приговор 15 участникам группировки: каждый получил от 7 до 25 лет лишения свободы, причём часть этого срока они должны были отбывать в тюрьме. Суммарный срок отбывания наказания в тюрьмах составил 179,5 лет на всех подсудимых. Максимальный срок получил Виталий Родионов, приговорённый к 25 годам лишения свободы. Адвокат группировки Эдуард Суслов был приговорён к 16 годам заключения, братья Андрей и Олег Михалёвы — к 15 годам заключения каждый, Прибылов — к 11 годам заключения в колонии строгого режима. Лукин, Копин, Фролов и Кутыркин были осуждены условно.
Хотя ряду осуждённых время содержания под стражей до вынесения приговора было засчитано в срок отбывания наказания в тюрьме, они подали касационную жалобу, которая была рассмотрена и 19 октября 2011 года отклонена.
В ноябре 2013 года Вячеславу Ежову было назначено наказание в виде 8 лет лишения свободы с отбыванием в исправительной колонии строгого режима, Олегу Архипцеву — 7,5 лет лишения свободы условно. Несколько участников ОПГ, в том числе лидер группировки Алексей Лебедев, в настоящее время находятся в международном розыске.
15 ноября 2016 года, в городе Фастов Киевской области (Украина) правоохранительными органами в порядке ст. 208 и ст. 582 УПК Украины задержан Алексей Лебедев.
По состоянию на 2020 год Виталий Родионов отбывал наказание в соликамской колонии «Белый лебедь» и регулярно отстаивал службу в церкви Феофана Соликамского: в 2007 году он окончил двухлетние курсы по основам православного вероучения в Рязанском педагогическом институте. 25 февраля 2022 года телеграм-канал «Усы Куракиной» сообщил, что Родионов в составе ЧВК «Вагнер» отправился в зону боевых действий на Украине примерно пять месяцев тому назад.